# Golarka

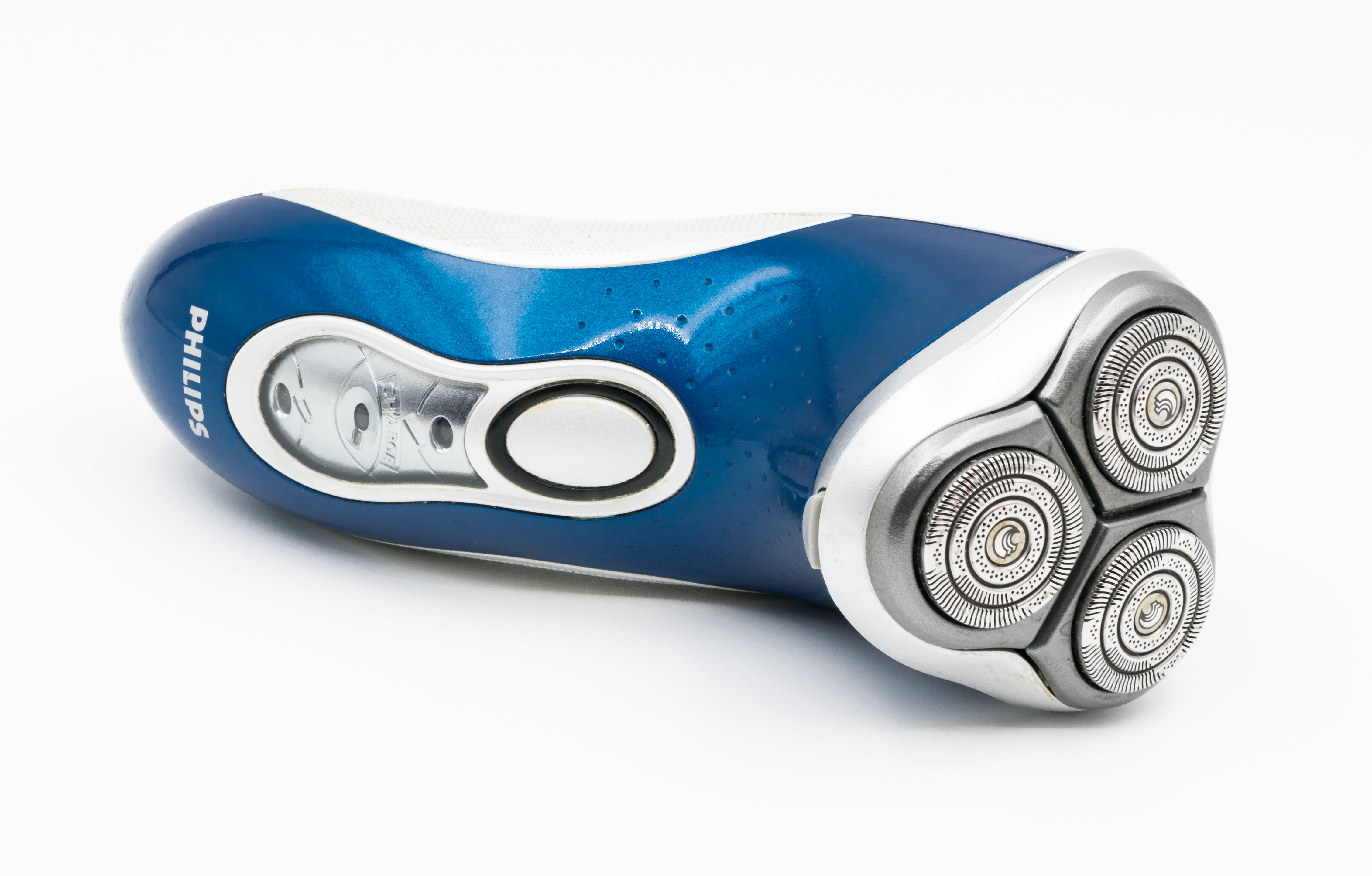
Golarka rotacyjna Philips HQ 8150

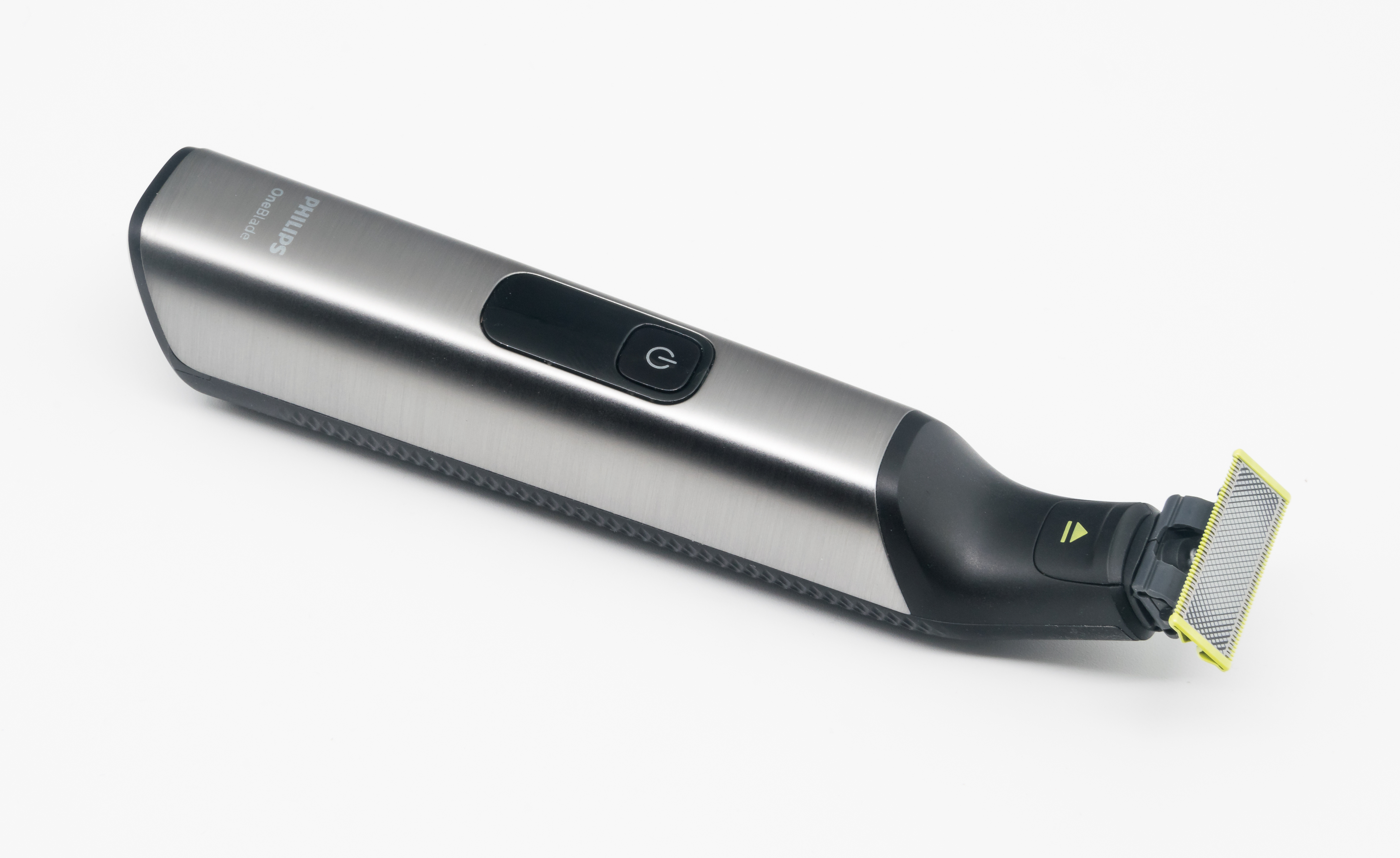
Golarka oscylacyjna Philips OneBlade

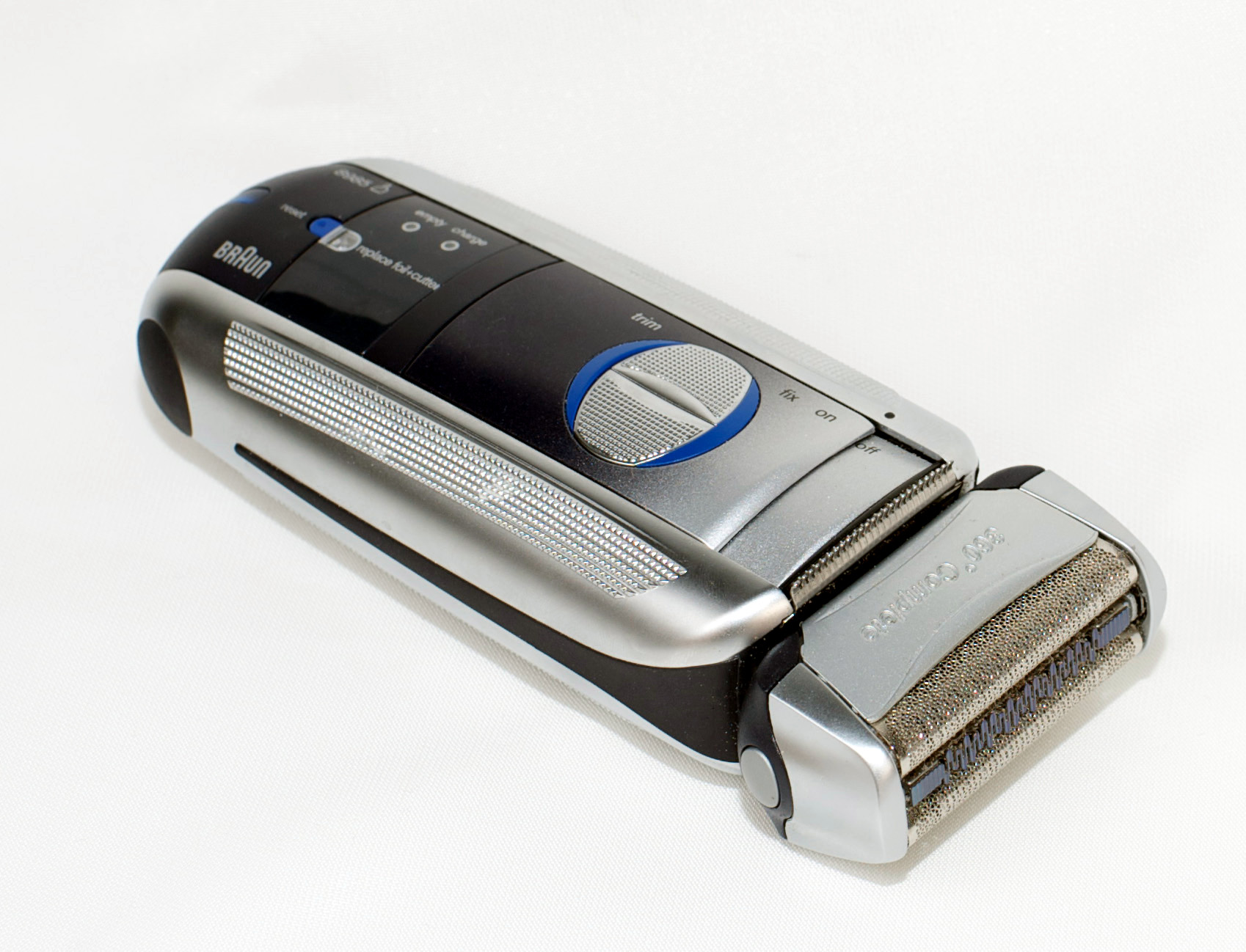
Golarka oscylacyjna (foliowa)

Golarka elektryczna – maszynka do golenia włosów z ciała, która podczas działania wykorzystuje system ostrzy napędzanych silniczkiem elektrycznym lub elektromagnesem.

## Historia
Pierwsza golarka elektryczna była dziełem Jacoba Schicka opatentowanym przez niego w roku 1928. Wynalazca ten silnik do golarki skonstruował podczas swoich wypraw wojennych. Pierwszy model wszedł na rynek w roku 1931 za sprawą firmy Remington Rand i szybko urządzenie to stało się cenioną marką. Maszyna cały czas była udoskonalana. W 1940 wprowadzono golarki z dwiema głowicami i specjalne modele dla kobiet. Liczba producentów wzrastała. Ważną postacią dla przemysłu był profesor Alexander Horowitz z firmy Philips, który wprowadził osobną nasadkę rotacyjną z wbudowanymi w nią ostrzami pozwalającymi obcinać włosy przy samej skórze.

## Budowa
Współczesna golarka posiada ostrza nieruchome, wykonane w formie cienkiej perforowanej siatki lub blaszki oraz współpracujące z nimi ostrza ruchome, napędzane silnikiem elektrycznym lub jedynie elektromagnesem – dla golarek oscylacyjnych. Włosy przechodzą przez otwory perforacji i zostają obcięte przez ostrza ruchome. Spotyka się dwa odmienne rozwiązania ruchu ostrzy ruchomych: rotacyjny oraz oscylacyjny. Silnik golarki zasilany jest z sieci elektrycznej lub wewnętrznego akumulatora, wiele modeli łączy te dwa modele zasilania, dla większej wygody użytkowników.
Ostrza golarki są obecnie zasłaniane, stosuje się dwie metody: folię tnącą i głowicę. Folia tnąca zwiera otwory, przez które przechodzą włosy i są ścinane. Folia zapewnia wysoki komfort golenia. Drugim rozwiązaniem jest głowica zawierająca nożyki i osłony. Golarki głowicowe są szybkie, dokładne i dobrze sprawdzają się przy twardym zaroście.